# John B. Coulter
John Breitling Coulter est un lieutenant général de l'United States Army.